# Ragnar Nordström
Gustav Ragnar Enos Nordström (ur. 16 stycznia 1894 w Loviisa, zm. 25 grudnia 1982 tamże) – fiński kupiec, dyplomata i wojskowy.
W 1912 kończył Helsińską Szkołę Ekonomiczną (Helsingin kauppakorkeakoulu). Przez szereg lat pracował w charakterze kupca - w Loviisa, Hamburgu i Rauma. W szeregach Armii Cesarstwa Niemieckiego walczył w  I wojnie światowej. W 1924 utworzył firmę żeglugową Ab R. Nordström & Co Oy; 1.700 prac., 60 jednostek. W latach 30. inwestował w przemysł rybny w Peczendze – przedsiębiorstwo połowowe Petsamon kala Oy oraz firmę przerobu ryb Petsamon öljy- ja kalajauhotehdas Oy. Był też właścicielem - Walkom Stevedoring Co Oy, Lovisa rederi Ab, S. kalastus Oy, Lovisa Stevedoring Co Oy, Loviisan saha ja tynnyritehdas Oy, Loviisan höyrylaiva Oy. Założył Federację Załadowców (The Finnish Federation of Stevedoring).
Pełnił funkcje przedstawiciela konsularnego szeregu krajów - wicekonsula Finlandii w Gdańsku (1922-1923), wicekonsula Wielkiej Brytanii w Loviisa (1925) i wicekonsula Estonii w Loviisa (1927-1937). Uczestnik II wojny światowej, m.in. jako zastępca dowódcy Brygady Kuussaari. Współfinansował Armię Fińską oraz jednostki fińskie SS.
Kolejne stopnie oficerskie: porucznik (1918), kapitan (1919), major (1929), podpułkownik (1940).

## Odznaczenia
- Order Krzyża Wolności I klasy[1]
- Order Krzyża Wolności IV klasy[1]
- Krzyż Kawalerski I klasy Orderu Białej Róży Finlandii[1]